# VM i håndbold 1993 (kvinder)
Verdensmesterskabet i håndbold for kvinder 1993 var det 11. (indendørs) VM i håndbold for kvinder. Slutrunden blev afholdt i Norge i perioden 24. november – 5. december 1993.
De 16 deltagende nationer spillede først en indledende runde i fire grupper med fire hold, hvorfra de tre bedste i hver gruppe gik videre til hovedrunden, der bestod af to nye grupper med seks hold. Hovedrundens to gruppevindere gik direkte videre til VM-finalen, mens de to toere gik videre til bronzekampen. De to gruppetreere spillede om 5.-pladsen, firerne spillede om 7.-pladsen, femmerne om 9.-pladsen og sekserne om 11.-pladsen. Holdene, der sluttede sidst i de indledende grupper, spillede en placeringsrunde om placeringerne 13-16.
Tjekkoslovakiet var blevet opdelt i Tjekkiet og Slovakiet kort tid før VM, så holdet stillede (for sidste gang) op som et fælles hold fra de to nye nationer.
Det tyske landshold repræsenterede for første gang det genforenede Tyskland ved VM og blev samtidig verdensmestre for første gang – DDR havde dog tidligere vundet VM-guld tre gange – ved at slå Danmark 22-21 i finalen efter forlænget spilletid. Bronzen gik til værtslandet Norge, der besejrede Rumænien 20-19 i bronzekampen. Andenpladsen var Danmarks bedste VM-placering siden VM i 1962, hvor det også blev til sølv.

## Rangering
| VM 1993 | VM 1993         |
| ------- | --------------- |
| Guld    | Tyskland        |
| Sølv    | Danmark         |
| Bronze  | Norge           |
| 4.      | Rumænien        |
| 5.      | Rusland         |
| 6.      | Sverige         |
| 7.      | Ungarn          |
| 8.      | Østrig          |
| 9.      | Tjekkoslovakiet |
| 10.     | Polen           |
| 11.     | Sydkorea        |
| 12.     | USA             |
| 13.     | Litauen         |
| 14.     | Kina            |
| 15.     | Spanien         |
| 16.     | Angola          |

## Slutrunde

### Indledende runde
| Dato   | Kamp             | Res.  |
| ------ | ---------------- | ----- |
| 24.11. | Polen - Spanien  | 20-19 |
| 24.11. | Norge - Ungarn   | 18-15 |
| 26.11. | Ungarn - Polen   | 25-25 |
| 26.11. | Spanien - Norge  | 16-20 |
| 27.11. | Norge - Polen    | 23-16 |
| 27.11. | Ungarn - Spanien | 22-13 |

| Gruppe A | Kampe | Mål   | Point |
| -------- | ----- | ----- | ----- |
| Norge    | 3     | 61-47 | 6     |
| Ungarn   | 3     | 62-56 | 3     |
| Polen    | 3     | 61-67 | 3     |
| Spanien  | 3     | 48-62 | 0     |

| Dato   | Kamp               | Res.  |
| ------ | ------------------ | ----- |
| 24.11. | Danmark - Litauen  | 25-23 |
| 24.11. | Rusland - Sydkorea | 28-25 |
| 26.11. | Litauen - Rusland  | 19-26 |
| 26.11. | Sydkorea - Danmark | 25-29 |
| 27.11. | Sydkorea - Litauen | 26-24 |
| 27.11. | Rusland - Danmark  | 21-24 |

| Gruppe B | Kampe | Mål   | Point |
| -------- | ----- | ----- | ----- |
| Danmark  | 3     | 78-69 | 6     |
| Rusland  | 3     | 75-68 | 4     |
| Sydkorea | 3     | 76-81 | 2     |
| Litauen  | 3     | 66-77 | 0     |

| Dato   | Kamp                | Res.  |
| ------ | ------------------- | ----- |
| 24.11. | Rumænien - Angola   | 26-16 |
| 24.11. | Tyskland - Sverige  | 17-15 |
| 26.11. | Sverige - Rumænien  | 20-17 |
| 26.11. | Angola - Tyskland   | 8-30  |
| 27.11. | Tyskland - Rumænien | 21-24 |
| 27.11. | Sverige - Angola    | 26-19 |

| Gruppe C | Kampe | Mål   | Point |
| -------- | ----- | ----- | ----- |
| Sverige  | 3     | 61-53 | 4     |
| Rumænien | 3     | 67-57 | 4     |
| Tyskland | 3     | 68-47 | 4     |
| Angola   | 3     | 43-82 | 0     |

| Dato   | Kamp                     | Res.  |
| ------ | ------------------------ | ----- |
| 24.11. | Kina - USA               | 26-27 |
| 24.11. | Østrig - Tjekkoslovakiet | 13-16 |
| 26.11. | USA - Østrig             | 11-27 |
| 26.11. | Tjekkoslovakiet - Kina   | 26-20 |
| 27.11. | Østrig - Kina            | 23-21 |
| 27.11. | Tjekkoslovakiet - USA    | 23-20 |

| Gruppe D        | Kampe | Mål   | Point |
| --------------- | ----- | ----- | ----- |
| Tjekkoslovakiet | 3     | 65-53 | 6     |
| Østrig          | 3     | 63-48 | 4     |
| USA             | 3     | 58-76 | 2     |
| Kina            | 3     | 67-76 | 0     |

### Placeringsrunde
Holdene, der endte på fjerdepladserne i de indledende grupper, spillede om placeringerne 13-16 i placeringsrunden.
| Dato   | Kamp              | Res.  |
| ------ | ----------------- | ----- |
| 30.11. | Spanien - Angola  | 21-15 |
| 30.11. | Angola - Litauen  | 19-26 |
| 1.12.  | Litauen - Kina    | 34-21 |
| 1.12.  | Spanien - Litauen | 19-28 |
| 3.12.  | Kina - Spanien    | 36-24 |
| 3.12.  | Angola - Kina     | 26-35 |

| Placeringsrunde | Placeringsrunde | Kampe | Mål   | Point |
| --------------- | --------------- | ----- | ----- | ----- |
| 13.             | Litauen         | 3     | 88-59 | 6     |
| 14.             | Kina            | 3     | 92-84 | 4     |
| 15.             | Spanien         | 3     | 64-79 | 2     |
| 16.             | Angola          | 3     | 60-82 | 0     |

### Hovedrunde
Hovedrunden bestod af de tolv hold, der var endt som nr. 1, 2 eller 3 i de indledende grupper, og holdene var inddelt i to grupper med seks hold – holdene fra de indledende grupper A og B blev samlet i gruppe I, mens holdene fra gruppe C og D samledes i gruppe II. Resultaterne af kampe mellem hold fra samme gruppe i den indledende runde blev overført til hovedrunden. Vinderne af de to grupper gik direkte i VM-finalen, toerne spillede bronzekamp, treerne spillede om 5.pladsen, mens firerne mødtes i en kamp om 7.pladsen, femmerne spillede om 9.pladsen og endelig mødtes sekserne i kampen om 11.pladsen
| Dato   | Kamp              | Res.  |
| ------ | ----------------- | ----- |
| 30.11. | Norge - Sydkorea  | 21-18 |
| 30.11. | Ungarn - Rusland  | 24-24 |
| 30.11. | Polen - Danmark   | 25-30 |
| 1.12.  | Rusland - Norge   | 19-14 |
| 1.12.  | Sydkorea - Polen  | 37-29 |
| 1.12.  | Danmark - Ungarn  | 37-23 |
| 3.12.  | Norge - Danmark   | 28-23 |
| 3.12.  | Polen - Rusland   | 22-21 |
| 3.12.  | Ungarn - Sydkorea | 33-31 |

| Gruppe I | Kampe | Mål     | Point |
| -------- | ----- | ------- | ----- |
| Danmark  | 5     | 143-122 | 8     |
| Norge    | 5     | 104-091 | 8     |
| Rusland  | 5     | 113-109 | 5     |
| Ungarn   | 5     | 120-135 | 4     |
| Polen    | 5     | 117-136 | 3     |
| Sydkorea | 5     | 136-140 | 2     |

| Dato   | Kamp                       | Res.  |
| ------ | -------------------------- | ----- |
| 28.11. | Rumænien - Østrig          | 15-16 |
| 28.11. | Sverige - USA              | 30-11 |
| 28.11. | Tyskland - Tjekkoslovakiet | 22-21 |
| 30.11. | USA - Tyskland             | 12-24 |
| 30.11. | Tjekkoslovakiet - Rumænien | 21-25 |
| 30.11. | Østrig - Sverige           | 17-11 |
| 1.12.  | Tyskland - Østrig          | 25-10 |
| 1.12.  | Rumænien - USA             | 30-15 |
| 1.12.  | Sverige - Tjekkoslovakiet  | 19-18 |

| Gruppe II       | Kampe | Mål     | Point |
| --------------- | ----- | ------- | ----- |
| Tyskland        | 5     | 109-082 | 8     |
| Rumænien        | 5     | 111-093 | 6     |
| Sverige         | 5     | 095-080 | 6     |
| Østrig          | 5     | 083-078 | 6     |
| Tjekkoslovakiet | 5     | 099-099 | 4     |
| USA             | 5     | 069-134 | 0     |

### Finalekampe
| Dato               | Kamp               | Res.  |
| ------------------ | ------------------ | ----- |
| Kamp om 5.-pladsen |                    |       |
| 5.12.              | Rusland - Sverige  | 25-19 |
| Bronzekamp         |                    |       |
| 5.12.              | Rumænien - Norge   | 19-20 |
| Finale             |                    |       |
| 5.12.              | Danmark - Tyskland | 21-22 |

| Dato                | Kamp                    | Res.  |
| ------------------- | ----------------------- | ----- |
| Kamp om 11.-pladsen |                         |       |
| 5.12.               | USA - Sydkorea          | 21-29 |
| Kamp om 9.-pladsen  |                         |       |
| 5.12.               | Polen - Tjekkoslovakiet | 17-22 |
| Kamp om 7.-pladsen  |                         |       |
| 5.12.               | Østrig - Ungarn         | 9-16  |